# 社章
社章（しゃしょう）とは、企業や組織が持つ象徴的なマークやエンブレムのこと。（ロゴマーク）
社章は一般的にその会社の特徴や物を形成文字化したものが用いられることが多く（例、三本線に環→ミツカン、三本線で川崎の川を表現し中心に大→旧大師電気鉄道）、社名をローマ字等で表現する場合はロゴマークと言われることが多い。
その組織の特徴や個性を視覚的に表現するために使用される。
社章は、ロゴやシンボルとして使用され、公式文書や製品、広告などの様々な媒体に登場し、多くの場合は社章にデザインやカラーリングに特徴があり、組織の歴史や文化、目的を反映していることがある。